# Сима Сянжу
Сима Сянжу (*179 до н.е. — †117 до н.е.) — китайський державний діяч та поет часів династії Хань.

## Життєпис
Походив зі збіднілої аристократичної родини. Народився у 179 році до н. е. у м.Ченду. Отримав гарну освіту. після разорення батька Сима Сянжу деякий час перебував під покровительством князя Лян. По поверненню додому деякий час намагався відродити родинний маєток. Після невдачі перебирається до м.Ліньцинь, спокусив Чжо Веньцзянь, доньку місцевого багатія. Переїздить з неї до Ліньциня. Зрештою батько Чжо Веньцзянь вимушений дати Симі значний посаг у 100 рабів й 1 млн монет. Невдовзі Сима Сянжу переїздить до столиці Чан'аня, де отримав запрошення до імператорського двору. З 138 до 127 року до н. е. був найближчим сановником імператора Лю Че.

## Творчість
Був винахідником жанру тяоцінь — виконання віршів під акомпанемент гуцину, різновиди цирти. Це щось на кшталт іспанської серенади. Найзначущими є «Поема про Цзи-сюе» та «Імператорське полювання».
Вірші складав у жанрі фу. Найбільш відомою є «Ода про широкі ворота», інша назва «Там, де довгі ворота». Стала класичним твором жанру фу.